# Kortrijkse Opstand
De Kortrijkse Opstand was een opstand tegen de Vlaamse graaf in het jaar 992 in Kortrijk. De opstand, bekend uit de Vita Bertulfi, was een reactie op de poging van graaf Boudewijn IV om het graafschap Vlaanderen te consolideren na decennia van desintegratie. In de regio rond Kortrijk vonden gevechten plaats tussen opstandelingen geleid door de Kortrijkse burchtheer en troepen trouw aan de graaf. In het grafelijke Harelbeke werd de Sint-Salvatorkerk en het dorp afgebrand. De opstand werd neergeslagen door de troepen onder leiding van de Vlaamse graaf. 

## Achtergrond
Onder graaf Arnulf (918-965) kende Vlaanderen een periode van wederopbouw en stabiliteit. Onder zijn bewind werden belangrijke verbetering aangebracht aan het wegennetwerk tussen de dorpen aan de Leie en werden talrijke nieuwe nederzettingen gesticht.  Aan deze periode van stabiliteit en groei kwam abrupt een einde bij de plotse dood van graaf Arnulf in 965.
Het was zijn kleinzoon Arnulf de Jonge die hem op 4-jarige leeftijd moest opvolgen. Door Arnulfs jonge leeftijd trad de Franse koning Lotharius op als voogd. Overeenkomstig diens akkoord met Arnulf I voegde hij de graafschappen Boulogne, Saint-Pol en Guînes toe aan het Franse kroondomein, in ruil waarvoor hij de jonge graaf beschermde tegen allerlei aanspraken. Later onderging Arnulf II verder gebiedsverlies met onder meer Oosterbant, Artesië en Ponthieu. De mogelijkheid dat ook Vlaanderen een kroongebied zou worden, werd een geopolitieke kwestie binnen Europa. Buitenlandse interventie van de Duitse keizer Otto I voorkwam verdere Franse expansie. Toen Arnulf de Jonge oud genoeg was, liet Lotharius hem de leiding over het graafschap Vlaanderen. Buiten een kerngebied was zijn gezag vooral theoretisch, omdat vazallen zelfstandig begonnen te opereren: Boudewijn Baldzo noemde zich graaf van Kortrijk, terwijl Dirk II van Holland graaf werd van Gent en Waas.
In 987 kreeg Hugo Capet de troon van West-Francië. Arnulf, voorstander van de Karolingers, weigerde hem als koning te erkennen. Daarop stuurde Capet in 987 een leger naar Vlaanderen. Na een reeks nederlagen zag Arnulf zich gedwongen hem toch te aanvaarden, wat hem zwak deed lijken in de ogen van vele Vlaamse edelen. Toen hij het volgende jaar door ziekte overleed, verviel het graafschap Vlaanderen in anarchie.
Boudewijn IV was nog een kind toen hij Arnulf II opvolgde. Dit zette hem in een zwakke positie tegenover de Vlaamse edelen die nog meer macht naar zich toe wilden trekken. 

## Brand van Harelbeke

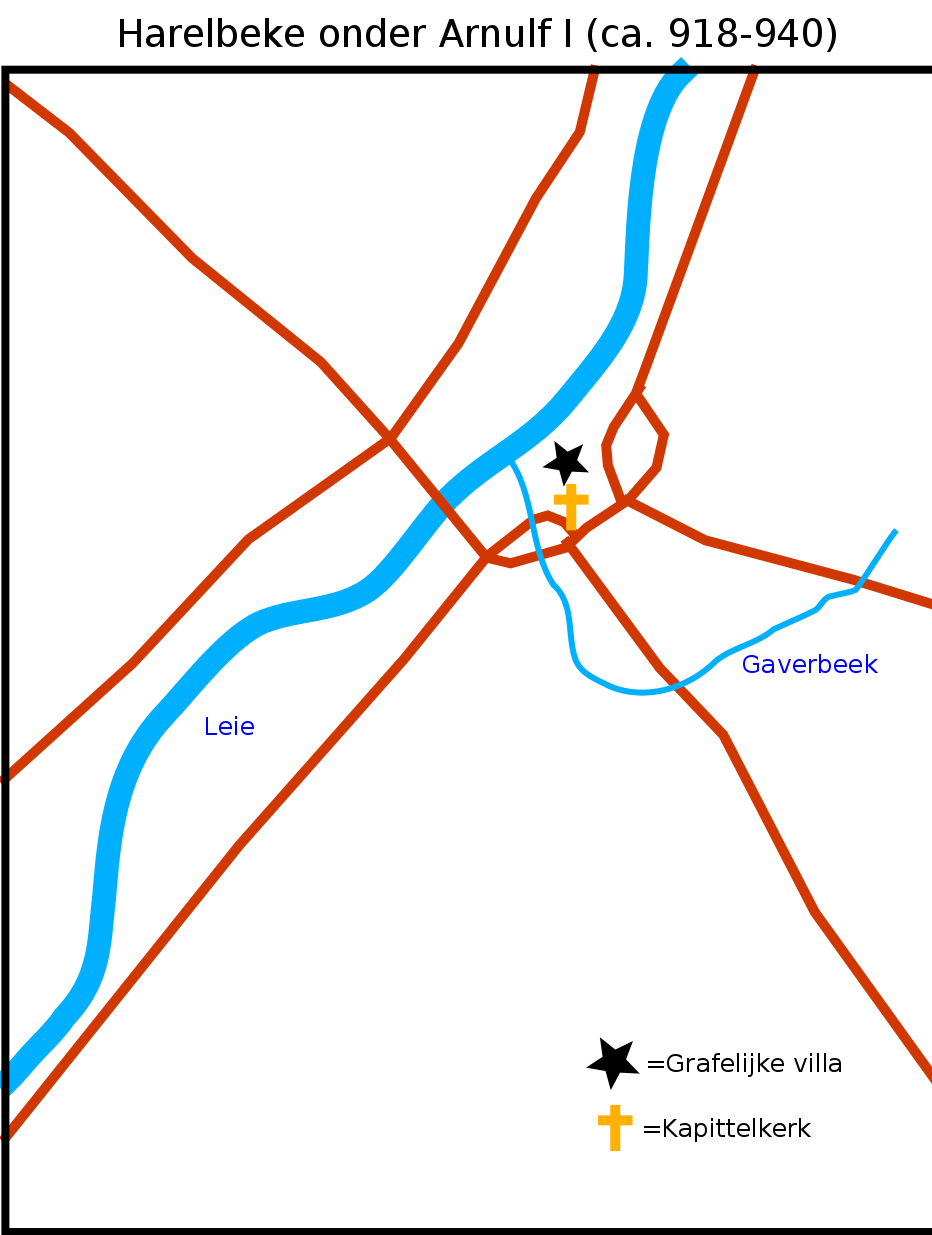
Harelbeke in de 10e eeuw

Bij zijn meerderjarigheid ging graaf Boudewijn IV het gezag uitoefenen en trachtte hij de desintegratie van het graafschap Vlaanderen te keren. Dit leidde tot ongenoegen bij sommige van de edelen die hun lokale zelfstandigheid niet wilden opgeven. Eilbodo, leen- en burchtheer van Kortrijk, wierp zich op als onafhankelijk van de jonge Boudewijn en verzamelde in Kortrijk een leger van opstandelingen. Hij stierf uiterlijk in 992, maar zijn politiek werd voortgezet. Uit Kortrijk trokken vijftien poorters naar het nabije Harelbeke, dat trouw was gebleven aan de graaf. Tijdens de gevecht in Harelbeke werd op een zekere nacht brand gesticht waarbij een reeks huizen, de Sint-Salvatorkerk, en de grafelijke villa in vlammen opgingen. De Kortrijkzanen namen het dorp in.

## Afloop
Graaf Boudewijn IV gaf niet zomaar toe en stelde zich aan het hoofd van een leger dat de opstand neersloeg. Waarschijnlijk volgde een harde bestraffing van de Kortrijkzanen, want gelijkaardige opstanden ontmoette Boudewijn niet meer. Harelbeke werd later heropgebouwd. Rosala, de moeder van graaf Boudewijn, stond in voor de herstelling van de uitgebrande kerk.

## Vita Bertulfi
De gebeurtenissen van de Kortrijkse Opstand werden opgeschreven in de Vita Bertulfi, die omstreeks 1073 door een monnik uit de Gentse Sint-Pietersabdij, met behulp van een oudere vita opgesteld werd. Het vertelt het verhaal hoe het gebeente van Sint-Bertulfus werd gestuurd van Boulogne naar de Sint-Pietersabdij in Gent. Onderweg naar Gent, zou een plaatselijke pastoor in Harelbeke enkele van de fragmenten ontvangen hebben van de Vlaamse graaf.
Na de brand vond pastoor Bugecinus, in de puinen van de kerk, de beenderen van de heilige Bertulfus terug en bracht ze in veiligheid over naar het kasteel van St.-Eloois-Vijve. Na korte tijd bracht hij het reliek terug naar Harelbeke, maar niet voor lang, want gravin Rozala en haar zoon kwamen om de relieken, met uitzondering van een klein gedeelte, naar Gent over te brengen en ze bij de reeds aanwezige fragmenten te voegen.